# Стоянов, Юлий
Ю́лий Людми́лов Стоя́нов (болг. Юлий Людмилов Стоянов; 27 апреля 1930, София, Болгария — 24 декабря 2011, там же) — болгарский кинорежиссёр, сценарист и актёр.

## Биография
В 1953 году окончил киношколу в Праге. Один из ведущих режиссёров болгарского документального кино.

## Фильмография

### Режиссёр
- 1964 — Дни / Дни
- 1969 — Биографическая справка / Биографична справка
- 1972 — Патриотизм и интернационализм /
- 1972 — Призыв / Призивът
- 1977 — Захарий Стоянов[1] / Захари Стоянов
- 1979 — Любен Каравелов[2] / Любен Каравелов - материали от едно проучване
- 1981 — Школа /
- 1981 — Ремесло /
- 1985 —  / По начин най-благословен
- 1993 —  / Борислав и балканите
- 1996 — Площадь / Площадът
- 2004 — Болгария: база данных / България: база данни
- 2005 —  / За възможността да се живее

### Сценарист
- 1993 —  / Борислав и балканите
- 2004 — Болгария: база данных / България: база данни
- 2005 —  / За възможността да се живее

### Актёр
- 1967 — Случай в Пенлеве / Случаят Пенлеве
- 1968 — Небо над Велекой / Небето на Велека — председатель Парван

## Награды
- 1981 — Заслуженный артист НРБ
- 2010 — Орден «Святые Кирилл и Мефодий» с цепью[3]